# Польско-грузинский союз
По́льско-грузи́нский сою́з — краткосрочные союзнические отношения между Республикой Польша и Демократической Республикой Грузия в 1920—1921 годах.

## История
Грузия объявила о своей независимости вскоре после Октябрьской революции в 1917 году, Польша же стала независимой годом позже — после окончания Первой мировой войны в ноябре 1918 года. У обоих государств складывались весьма напряжённые отношения со своим соседом, революционной Советской Россией. Поэтому после официального признания Грузии Польшей 29 января 1919 года, польский президент Ю. Пилсудский высказывался за создание большого Восточно-европейского антисоветского альянса, своего рода наступательно-оборонительного союза. Грузия была одним из подходящих кандидатов для такого альянса. В связи с этим было запланировано послать в Закавказье польскую дипломатическую миссию, которая должна была посетить Грузию, Армению и Азербайджан с целью привлечения этих государств в организуемый Польшей военный блок, направленный против Советской России. Польская делегация смогла выступить лишь в марте 1920 года. Кроме своей основной задачи, поляки должны были способствовать отправке на родину солдат и офицеров Польской отдельной бригады, сформированной из поляков, служивших в годы Первой мировой войны в российской Кавказской армии, и оставшихся после Октябрьской революции в Закавказье. Польская бригада в первую очередь обеспечивала порядок в эти смутные времена в столице Грузии, Тбилиси, но в июне 1918 года была расформирована введёнными в Закавказье германскими оккупационными войсками. Значительная часть этих польских солдат впоследствии перебралась на Украину и влилась в состав 4-го польского дивизиона генерала Луциана Желиговского в Одессе, и с ним вернулась на родину.
Отправив в марте 1920 года в Закавказье дипломатическую миссию, польский министр иностранных дел Станислав Патек предложил Грузии обменяться дипломатическими представительствами и всячески развивать двусторонние отношения. Польско-грузинский военный союз включал в себя также военную помощь Польши Грузии — в первую очередь поставками оружия, боеприпасов и амуниции. Грузия же, находившаяся тогда в крайне недружественных отношениях как с Советской Россией, так и с граничившей с нею на юге Турцией, с воодушевлением приняла все польские предложения. Таким образом, вскоре Тбилиси должен был посетить специальный представитель польского МИДа Титус Филипович. Однако прежде, чем этот договор был ратифицирован, началось наступление войск Красной Армии в Закавказье. Польский посланник Т. Филипович, который должен был стать послом Польши в Грузии, был арестован советскими властями в Баку. В Грузии же представители польского правительства под руководством Виктора Бялобжеского вплоть до вступления советских войск в Тбилиси в 1921 году, работали в открытом ими временном консульстве Речи Посполитой.